# Volkswagen Scirocco
Volkswagen Scirocco (укр. Фольксваген Сірокко) — спортивні хетчбеки, що вироблялися концерном Volkswagen. Вони виготовлялися з 1974 року.

## Продано штук
| Ринок       | Scirocco I, Тип 53 | Scirocco II, Тип 53B |
| ----------- | ------------------ | -------------------- |
| Німеччина   | 213.476            | 112.876              |
| Європа      | 125.176            | 87.288               |
| США         | 150.734            | 80.395               |
| Канада      | 9.017              | 8.755                |
| Решта Світу | 5.750              | 2.183                |
| Всього      | 504.153            | 291.497              |

## Перше покоління (1974—1981)

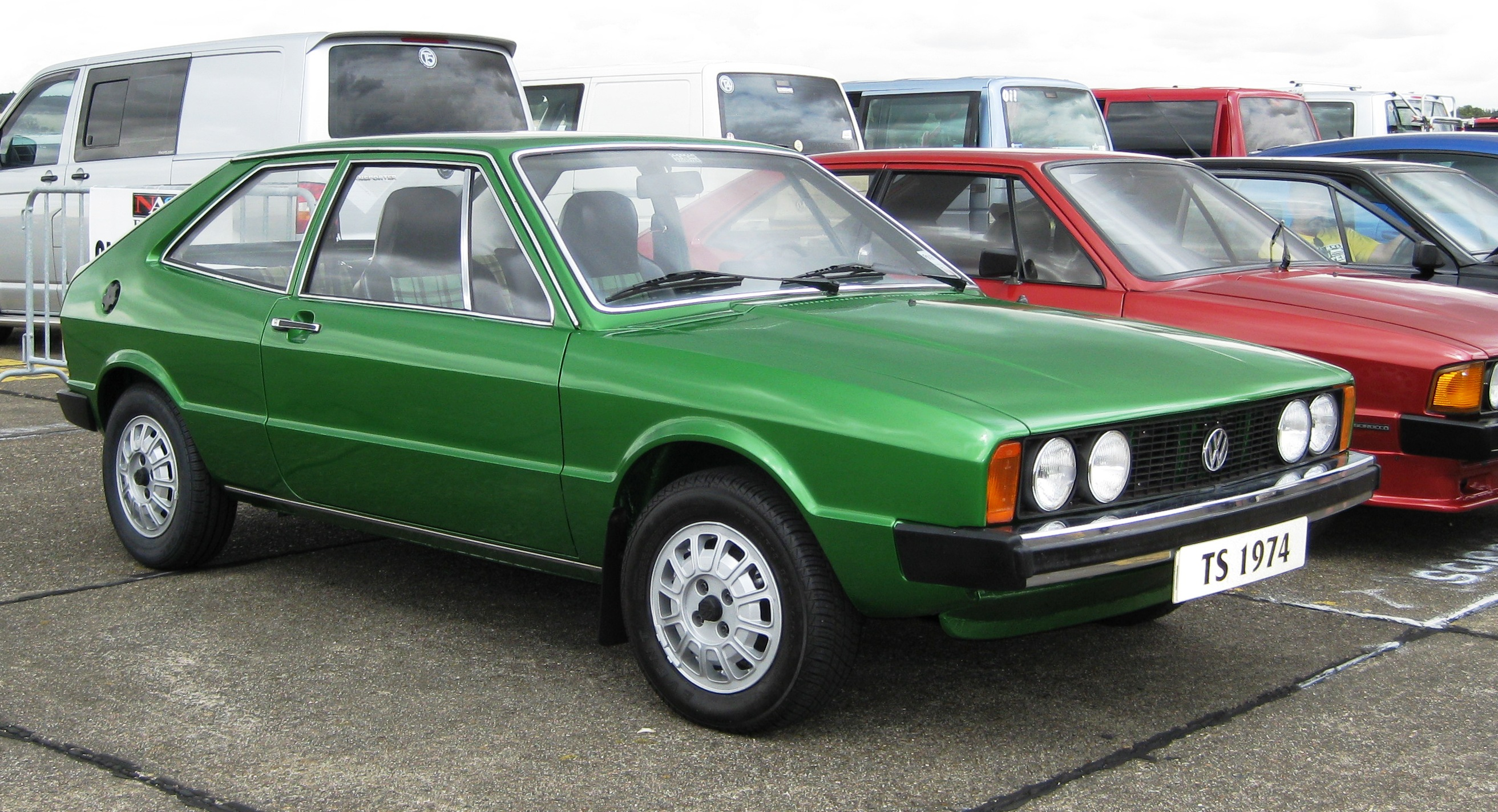
VW Scirocco I (1974—1977)

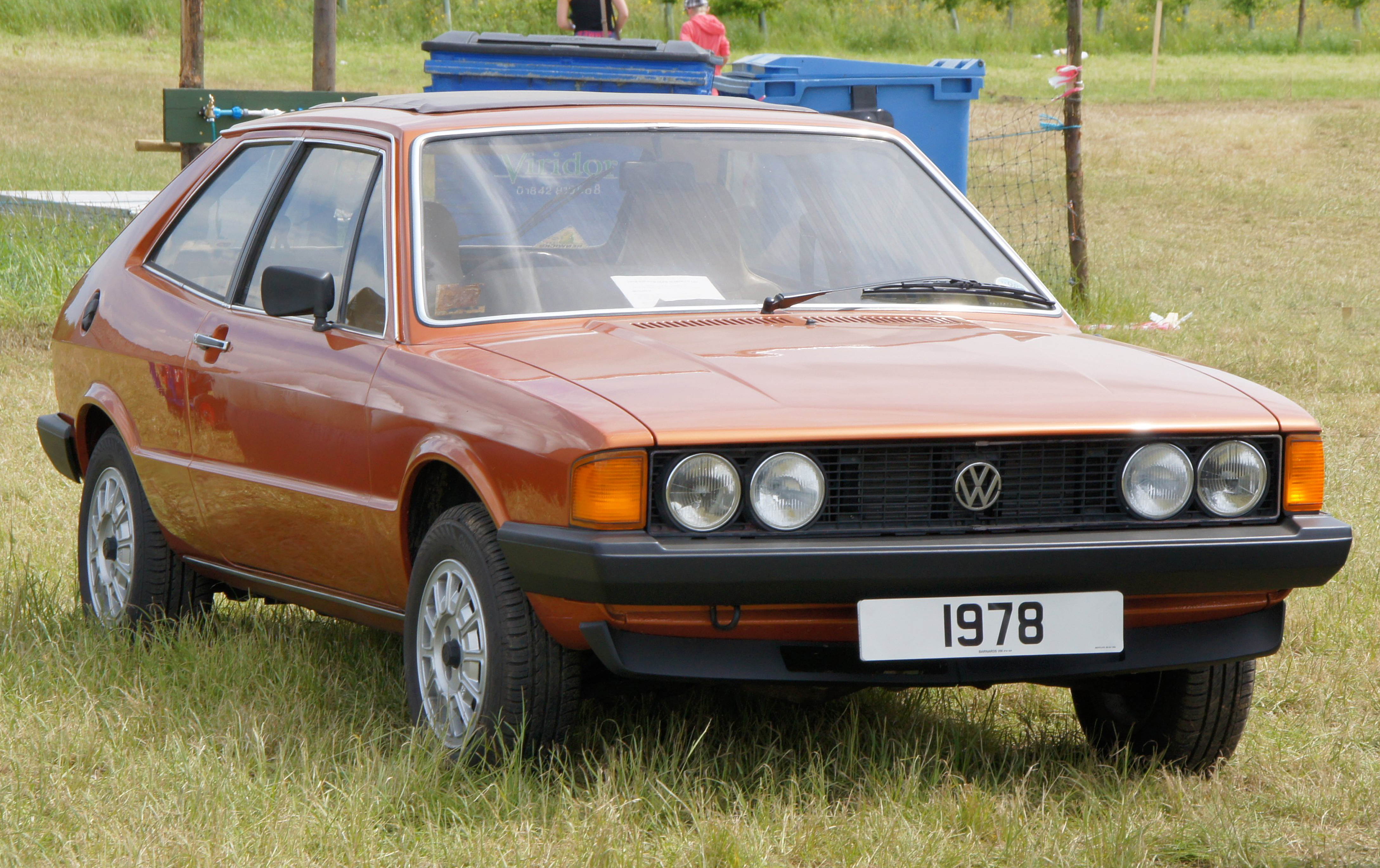
VW Scirocco I (1977—1981)

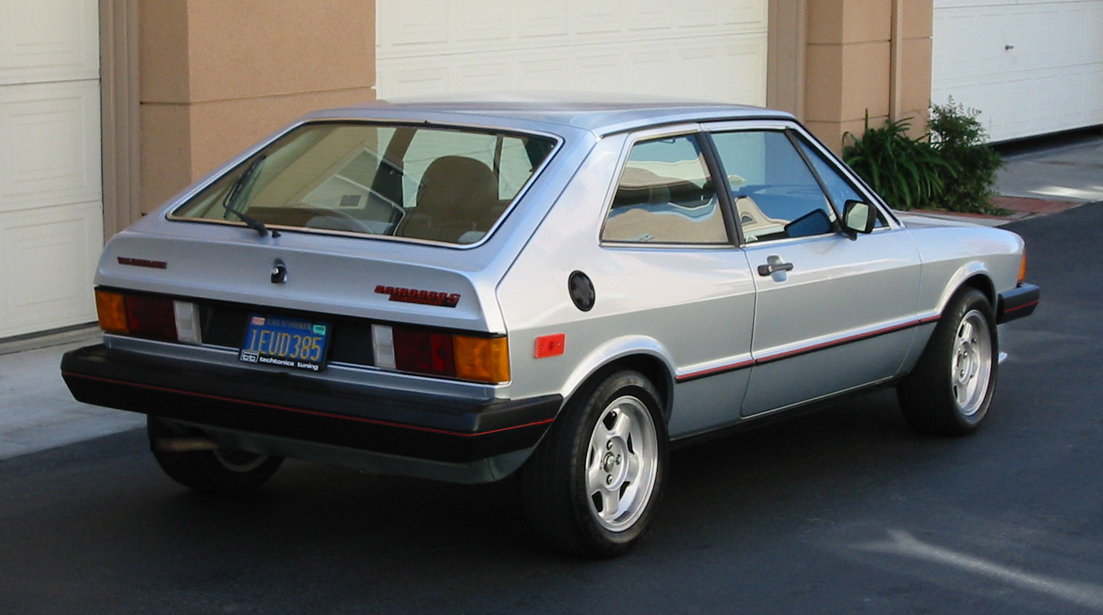

Volkswagen Scirocco першого покоління з'явився в 1974 році як заміна купе Karmann Ghia. Автомобіль збудували на агрегатах «першого» Гольфа і спроектували за участю відомого дизайнера Джорджетто Джуджаро. Підвіски уніфікували з гольфовськими: стійки McPherson спереду і напівзалежна балка ззаду. Базовий двигун — рядна «четвірка» об'ємом 1,1 л, більш дорогі версії оснащувалися моторами 1.3, 1.5 і 1.6 л. За сім років було випущено півмільйона машин. За сім років конвеєрного виробництва в місті Оснабрюк (Osnabruck) ательє Karmann випустило 504 153 автомобіля.

### Двигуни
Scirocco І оснащувався тільки чотирициліндровими рядними двигунами.
| Двигун | Об'єм    | Потужність              | Крутний момент        | Примітки                                         |
| ------ | -------- | ----------------------- | --------------------- | ------------------------------------------------ |
| 1.1    | 1093 см³ | 50 к.с. при 6000 об/хв  | 79 Нм при 3000 об/хв  |                                                  |
| 1.3    | 1272 см³ | 60 к.с. при 5600 об/хв  | 93 Нм при 3400 об/хв  |                                                  |
| 1.5    | 1471 см³ | 70 к.с. при 5800 об/хв  | 112 Нм при 3000 об/хв |                                                  |
| 1.5    | 1471 см³ | 85 к.с. при 5800 об/хв  | 121 Нм при 3200 об/хв | Scirocco TS; до липня 1975 року                  |
| 1.6    | 1588 см³ | 75 к.с. при 5800 об/хв  | 117 Нм при 3200 об/хв | з серпня 1975 року                               |
| 1.6    | 1588 см³ | 85 к.с. при 5600 об/хв  | 122 Нм при 3200 об/хв | Scirocco GT, станом на серпень 1975 року         |
| 1.6    | 1588 см³ | 110 к.с. при 6100 об/хв | 140 Нм при 5000 об/хв | Scirocco GTi або GLi, станом на липень 1976 року |

## Друге покоління (1981—1992)

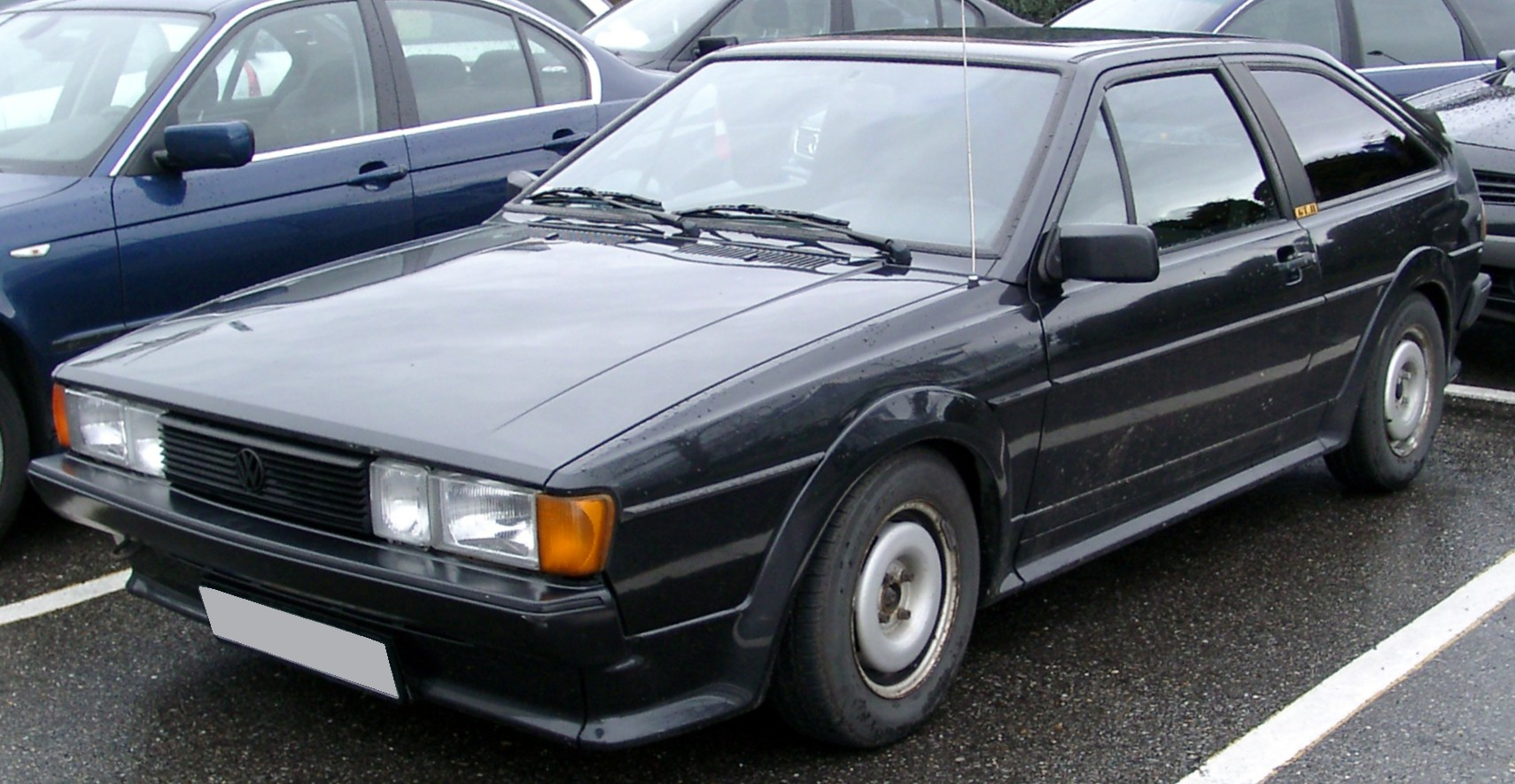
VW Scirocco II

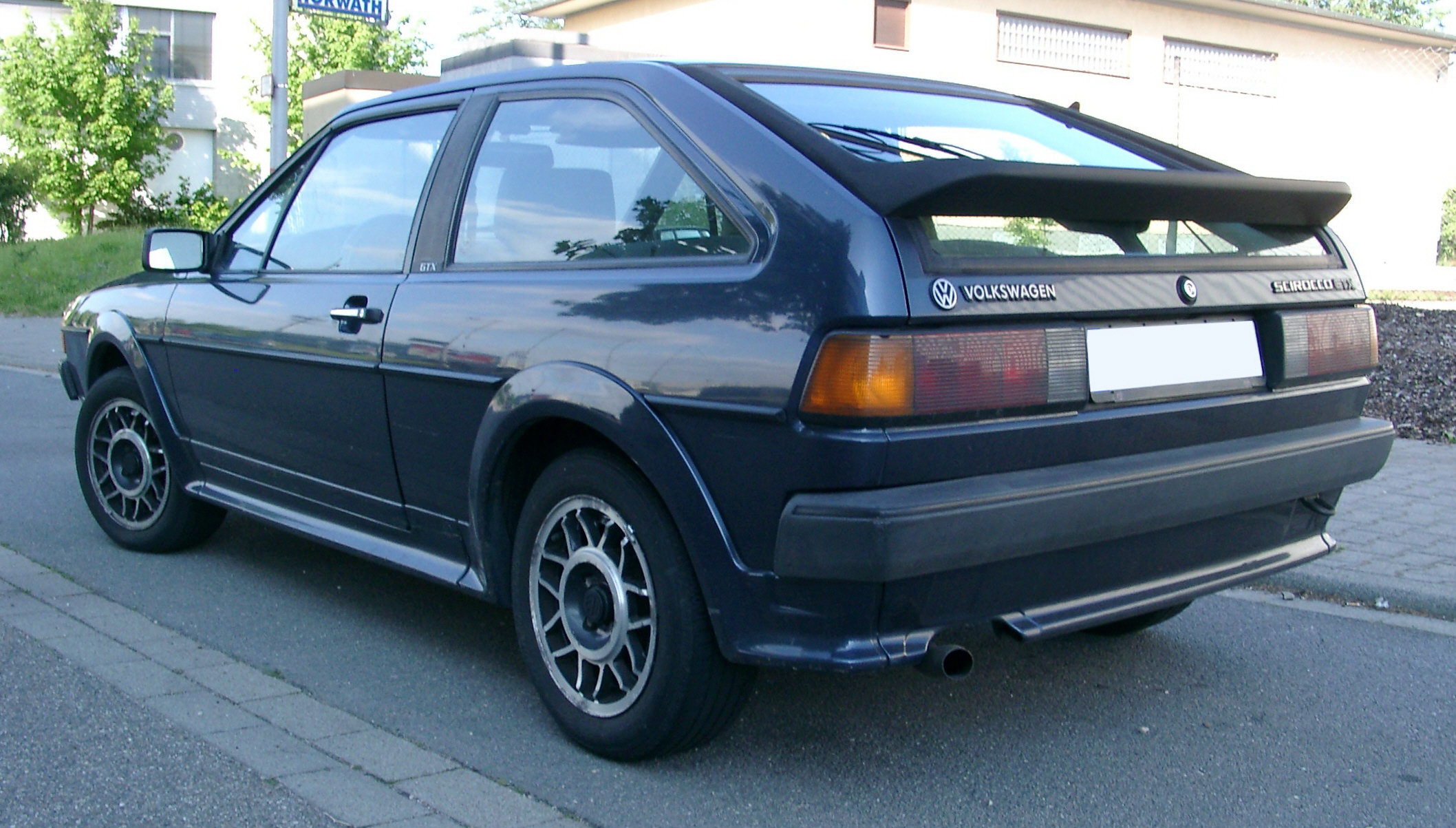

«Другий» Scirocco надійшов у продаж в 1982 році. Автомобіль базувався на агрегатах Гольфа другого покоління, у спадок від якого йому дісталися і мотори, наприклад 1.8 потужністю 139 к.с. від версії GTI. За десять років з конвеєра зійшло 291 497 купе, і всі вони знайшли своїх покупців.

### Двигуни
- 1.3 L I4
- 1.5 L I4
- 1.6 L I4
- 1.8 L I4
- 1.8 L 16V I4

## Третє покоління (2008—2017)

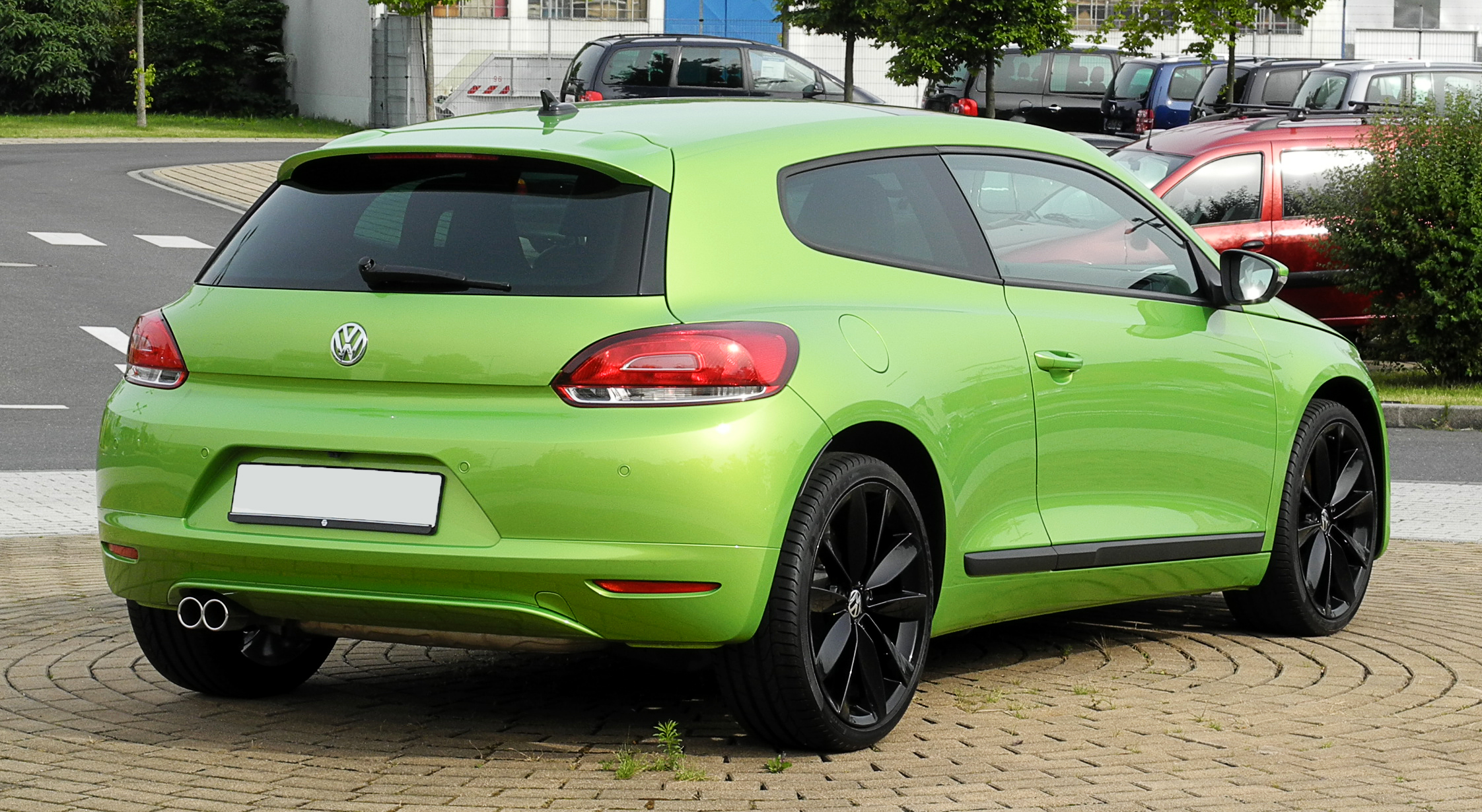
Volkswagen Scirocco III 2.0 TDI Sport

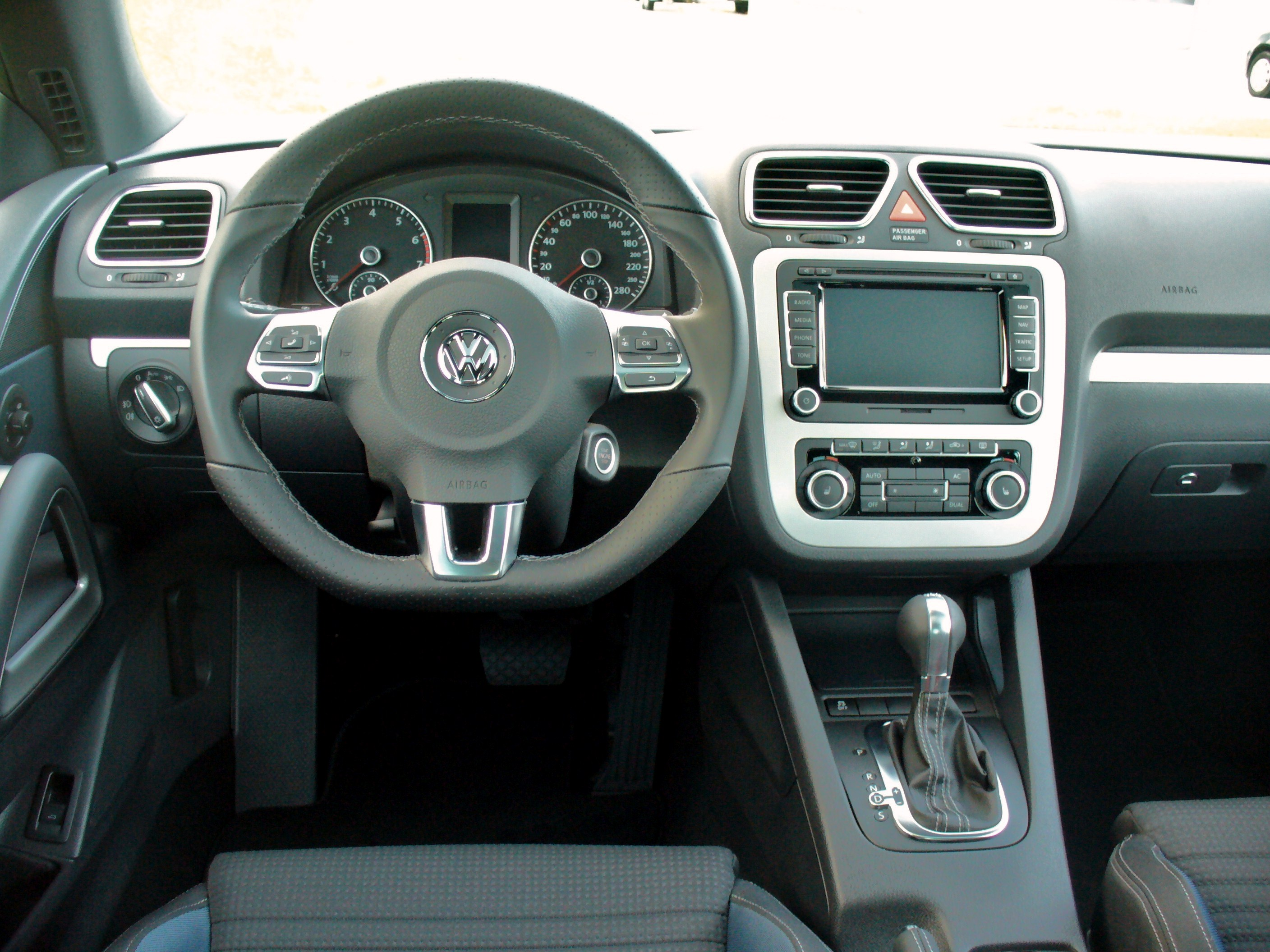
Салон

Після маси спекуляцій у пресі, в червні 2006 року VW офіційно оголосив про виробництво нової моделі Scirocco на складальному заводі Autoeuropa в Палмела, Португалія.
Концепт-кар Scirocco III був показаний в 2006 році на Паризькому автосалоні під назвою Iroc.
Scirocco III отримав чотири варіанти бензинових двигунів і два дизельних двигунів: Volkswagen TSI 120 к.с. (89 кВт), 158 к.с. (118 кВт) і 200 к.с. (150 кВт), а також 200 к.с. 2.0T FSI (в даний час встановлюються в Golf GTI, Jetta і Passat) і дизельні двигуни TDI 2.0 138 к.с. (103 кВт) і 168 к.с. (125 кВт) (в даний час встановлюються в Tiguan).
У квітні 2007 року VW в Америці віце-президент, Адріан Холмарк заявив, що його компанія не хоче везти модель Scirocco в Північну Америку, оскільки це, швидше за все, негативно позначиться на продажах GTI. Пізніше він заявив, що остаточне рішення буде приймати в 2008 році CEO компанії «Фольксваген», а не американське відділення.
У травні 2008 року на трасі 24 години Нюрбургрингу три нових Volkswagen Scirocco показали дуже хороші результати, пройшовши в бойових умовах серед понад 200 автомобілів вищої потужності, закінчили на 11 і 15 місцях, з ветераном Ханс Йоахім Штук, який пілотував обидва автомобіля, а Карлос Сайнс вів більш повільну машину. Прямі конкуренти, два автомобілі Opel Astra GTC, з водіями, відібраними з 18 000 щасливчиків протягом року телевізійним відбором, були рішуче побиті.

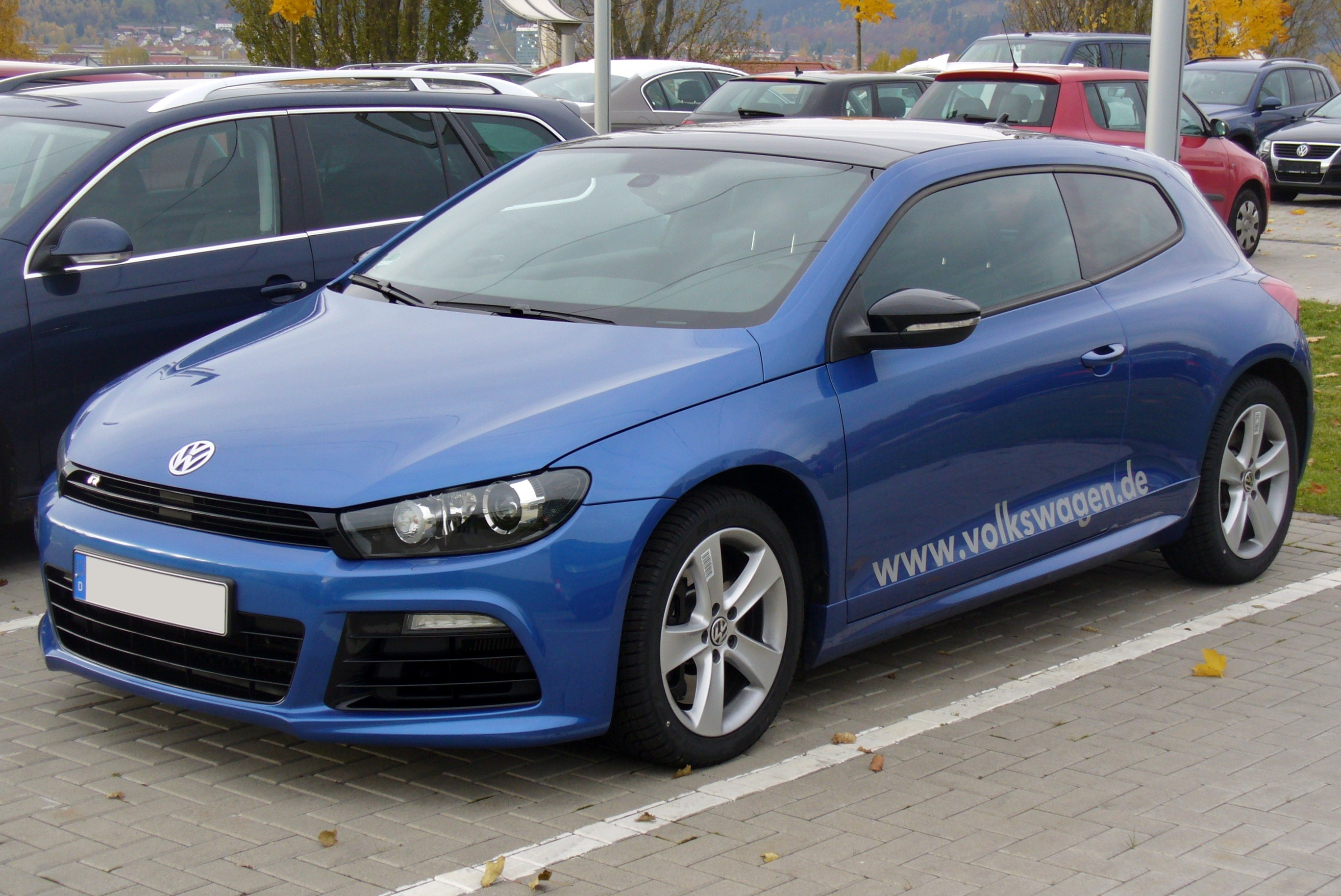
Volkswagen Scirocco III R
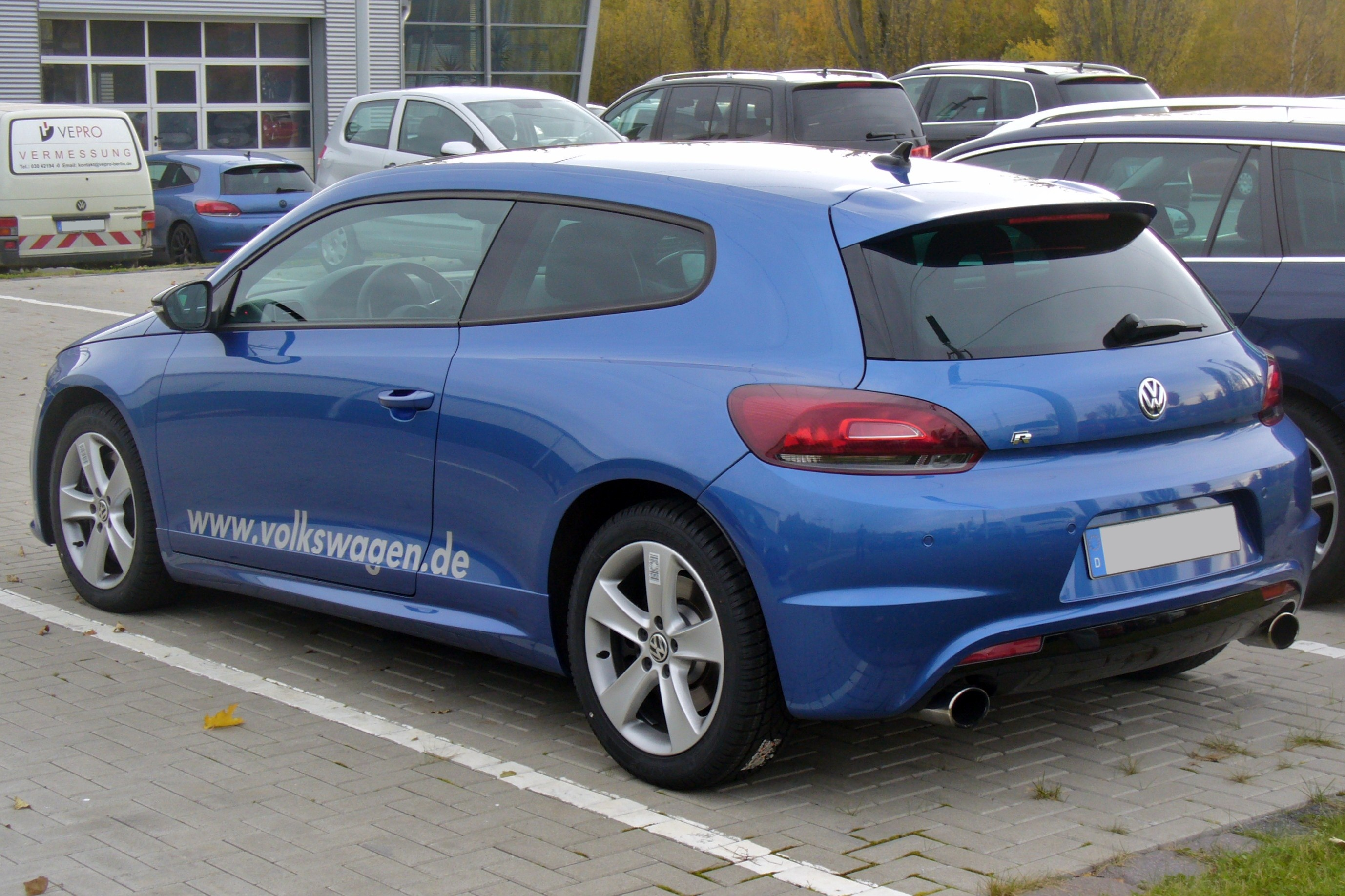
Volkswagen Scirocco III R
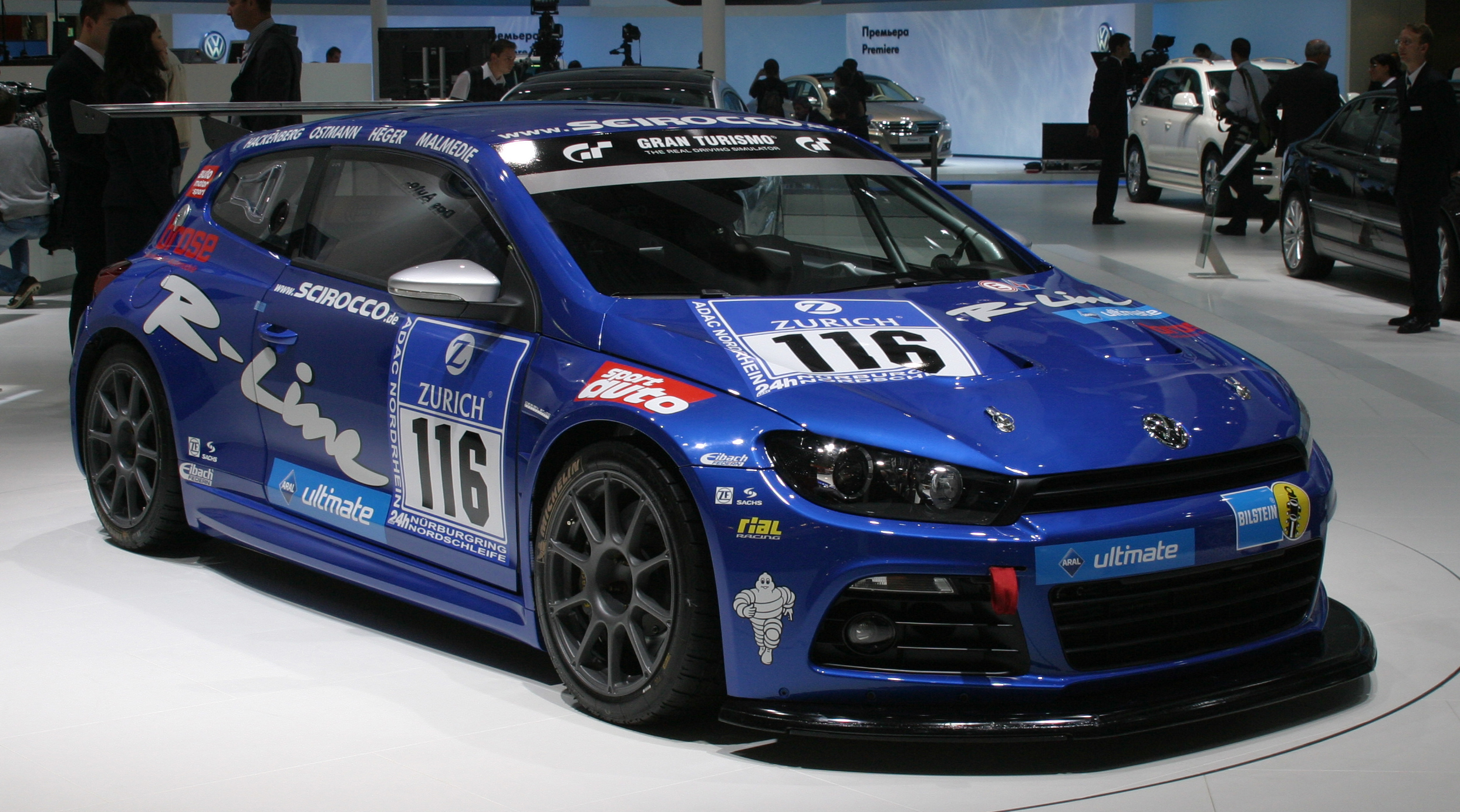
Volkswagen Scirocco GT24

### фейсліфтинг 2015

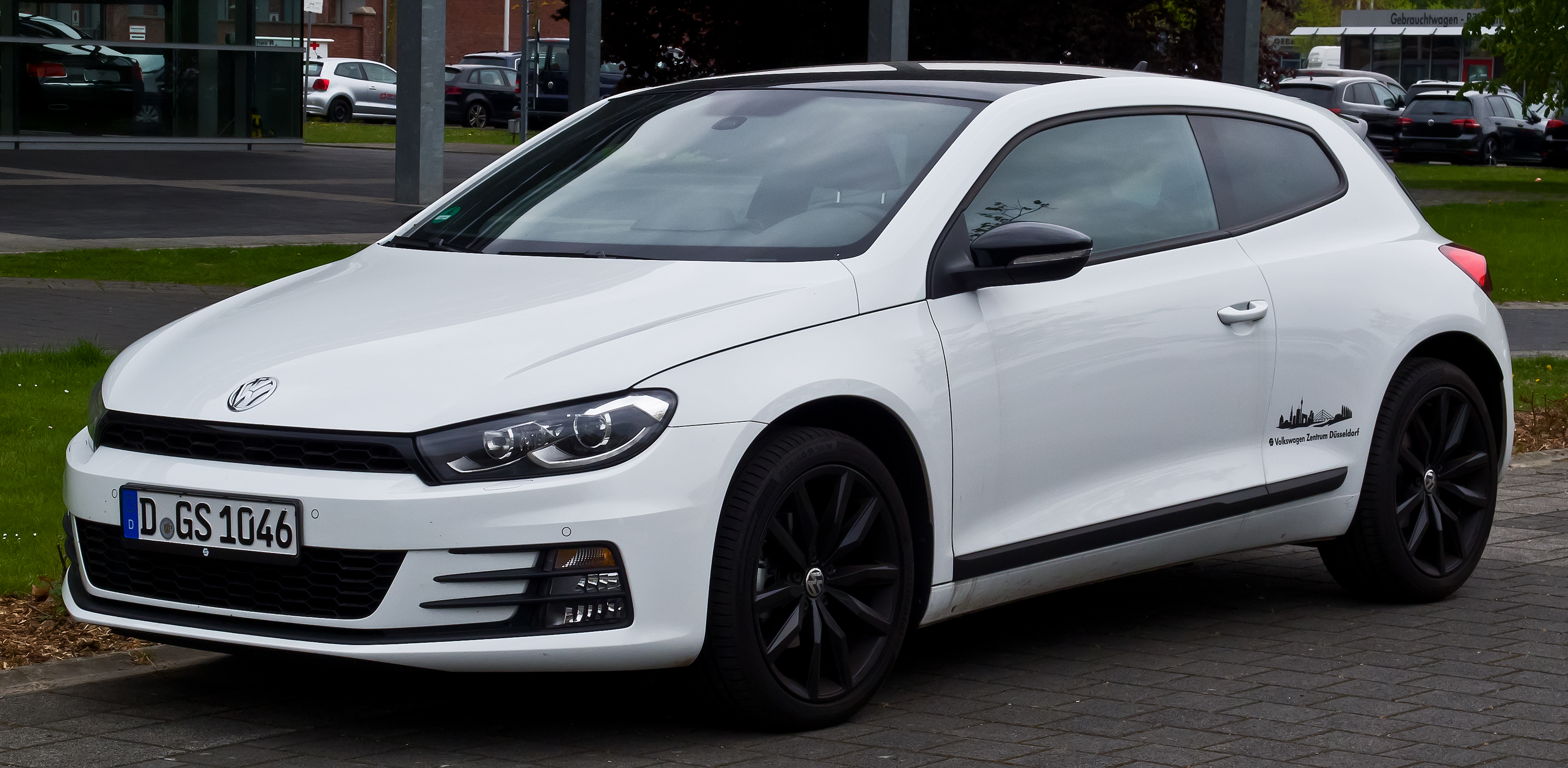
Volkswagen Scirocco III (2015—2017)

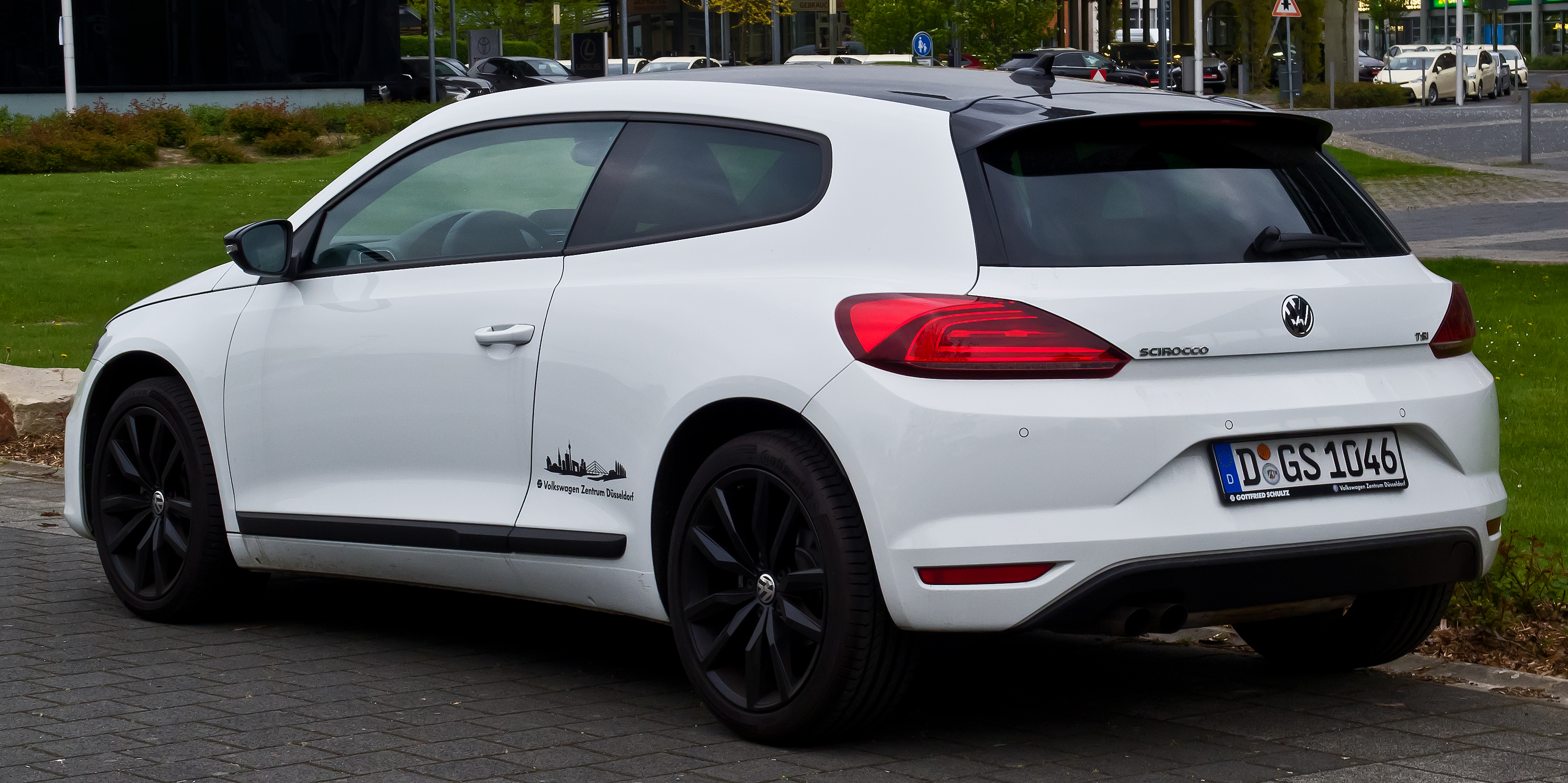
Volkswagen Scirocco III (2015—2017)

Компанія Volkswagen представила оновлену версію Scirocco на початку 2014 року, а світова прем'єра відбулась на Женевському автосалоні. Авто отримало ряд змін по кузову, інтер'єру та двигунам.
Оновлений Scirocco отримав видозмінені передній та задні бампери, змінену решітку радіатора, біксенонову оптику головного світла зі світлодіодними ходовими вогнями, а також задні ліхтарі з LED-елементів.
Комбі-купе пропонується з 17-, 18- та 19-дюймовими колісними дисками нового дизайну, а також додалось 5 нових варіантів кольорів кузову: Pyramyd Gold, Urano Grey, Flash Red, Pure White та Ultra Violet.
Салон отримав нове рульове кермо зі шкірою, інші повітроводи, а на центральній консолі з'явились додаткові прилади: покажчик тиску наддуву, датчик температури масла та хронометр.
Volkswagen Scirocco пропонується з 4-ма бензиновими та 2-ма дизельними двигунами, які стали трохи потужніші. Агрегатуються двигуни з 6-ступеневою механікою та 6-ступеневим роботом DSG з двома зчепленнями.
| Тип | Об'єм  | Потужність | Витрата палива | CO2      |
| --- | ------ | ---------- | -------------- | -------- |
| TSI | 1.4 л. | 125 к.с.   | 5.4 л/км       | 125 г/км |
| TSI | 2.0 л. | 180 к.с.   | 6.0 л/км       | 139 г/км |
| TSI | 2.0 л. | 220 к.с.   | 6.0 л/км       | 139 г/км |
| TSI | 2.0 л. | 280 к.с.   | 8.0 л/км       | 187 г/км |
| TDI | 2.0 л. | 150 к.с.   | 4.1 л/км       | 107 г/км |
| TDI | 2.0 л. | 184 к.с.   | 4.3 л/км       | 111 г/км |

Разом зі звичайним Scirocco, також дебютувала версія Scirocco R. Головною відмінністю є оформлення екстер'єру та інтер'єру. Топовим двигуном для такої версії є 280-сильний TSI в парі з 6-ступеневим DSG.

### комплектації та обладнання
Модель початкового рівня називається просто Scirocco і постачається з 17-дюймовими литими дисками, сенсорним екраном CD і радіо та кондиціонером повітря. Наступною у списку йде модель Scirocco GT з 18-дюймовими дисками, системою супутникової навігації, тонованим склом, клімат-контролем та обшивкою Alcantara.
У свою чергу модель Scirocco R-Line може похвалитись: 19-дюймовими дисками, шкіряною обшивкою, спортивними бічними крилами та бамперами. Версії Black моделей GT та R-Line постачаються з вугільно-чорними елементами оздоблення на даху, колесах, спойлері та бічних дзеркалах. Модель Scirocco GTS отримала такі спортивні елементи, як: червоні гальмівні супорти, червоні стіжки на деталях інтер'єру та наклейки GTS на капоті, даху і задніх дверях. Топовий Scirocco R доповнений: заниженою спортивною підвіскою, системою динамічного управління шасі та унікальними елементами екстер'єру. За безпеку відповідають: шість подушок, антиблокувальна гальмівна система з функцією допомоги та монітори тиску в шинах. 

## Volkswagen Scirocco GTS
2012
На моторшоу в Лейпцигу, Volkswagen представила спеціальну версію Scirocco з приставкою GTS. Volkswagen Scirocco GTS був розроблений для європейського і китайського ринку.
Головною особливістю спеціальної версії є дві смуги чорного кольору (Deep Black) з тонкими смугами червоного кольору (Salsa Red), які тягнуться від капоту до кришки багажника, а також червоні гальмівні супорти, червоні дзеркала заднього огляду, спеціально розроблені передній, задній бампери та бічні пороги. На авто також встановлені спеціальні 18-дюймові диски з чорною обробкою, які носять назву — «Thunder», як опцію можна замовити 19-дюймові диски з назвою «Lugano». Дифузор та задній спойлер такий же, як і на Scirocco R.
Всередині автомобіля домінуючими кольорами є чорний та червоний. Рукоятка важеля перемикання передач легендарного стилю — м'яч для гольфу.
Під капотом автомобіля встановлений 2.0-літровий TSI, потужність — 210 кінських сил. Коробка передач 6-ступенева DSG та 6-ступенева механіка.
2015
Компанія Volkswagen представила спеціальну GTS-модифікацію оновленого хетчбека Scirocco. Авто отримало той же двигун, що встановлюється на Golf GTI, а також оновлення екстер'єру та інтер'єру.
Volkswagen Scirocco GTS оснастили 2.0-літровою бензиновою «турбочетвіркою» потужністю 220 к.с. Працює в парі з роботизованою коробкою передач DSG на 6-ступенів, та з механікою того ж діапазону.
З роботом розгін до «сотні» складає 6,5 секунди. Максимальна швидкість 244 км/год з роботом та 246 км/год з механікою. Витрата палива в середньому циклі складає 6,4 літри на «сотню».
В оснащення входить аеродинамічний пакет від R-Line: задній спойлер, бічні пороги, видозмінені передній та задній бампери, та 18- або 19-дюймові легкосплавні диски і червоні супорти гальмівної системи.
Scirocco GTS має чорну радіаторну решітку і корпуса бічних дзеркал.
В список обладнання входить нова мультимедійна система нового покоління, накладки на педалі з нержавіючої сталі, важіль селектора передач у формі м'яча для гольфу і хромовані вставки. Як опцію, можна замовити біксенонову оптику головного світла, панорамний дах і мультифункціональне кермо.

## Зноски
1. ↑  Volkswagen Scirocco официально мёртв. Остаётся без преемника. Volkswagen Drive. 12 жовтня 2017. Архів оригіналу за 26 листопада 2020. Процитовано 3 січня 2021.
2. ↑  http://www.drive.ru/volkswagen/drive-test/2009/04/13/2379933/siroka_strana.html [Архівовано 1 березня 2010 у Wayback Machine.] Volkswagen Scirocco
3. ↑  Рестайлинговый Volkswagen Scirocco готов к презентации в Женеве. Volkswagen Drive. 17 лютого 2014. Архів оригіналу за 4 березня 2021. Процитовано 3 січня 2021.
4. ↑  [Архівовано 18 квітня 2015 у Wayback Machine.] [Архівовано 18 квітня 2015 у Wayback Machine.] Volkswagen Scirocco (2015) (англ.) Published:18.04.2015www.netcarshow.com
5. ↑  Як ми тестували Volkswagen Scirocco. automoto.ua. Архів оригіналу за 28 квітня 2017. Процитовано 27 квітня 2017.
6. ↑  [Архівовано 26 березня 2015 у Wayback Machine.] [Архівовано 26 березня 2015 у Wayback Machine.] Volkswagen Scirocco GTS (2013) (англ.) Published:18.04.2015www.netcarshow.com
7. ↑  Обновлённый Volkswagen Scirocco вышел в GTS-версии. Volkswagen Drive. 16 квітня 2015. Архів оригіналу за 25 листопада 2020. Процитовано 3 січня 2021.
8. ↑  [Архівовано 18 квітня 2015 у Wayback Machine.] [Архівовано 18 квітня 2015 у Wayback Machine.] 2015 Volkswagen Scirocco GTS to make its debut in Shanghai (англ.) Published:16.04.2015www.autocar.co.uk